# 97e division d'infanterie légère
Pour les articles homonymes, voir 97e division.
La 97e division d’infanterie légère (en allemand : 97. Leichte Infanterie-Division) est une des divisions d'infanterie légère de l'armée allemande (Wehrmacht) durant la Seconde Guerre mondiale.

## Création et différentes dénominations
La 97. Leichte Infanterie-Division est formée le 10 décembre 1940 en tant qu'élément de la 12. Welle (12e vague de mobilisation).
Elle est renommée 97. Jäger-Division le 6 juillet 1942.

## Organisation

### Commandants
| Date                               | Grade                  | Commandant              |
| ---------------------------------- | ---------------------- | ----------------------- |
| 15 décembre 1940 - 15 janvier 1941 | Generaloberst          | Walter Weiß             |
| 15 janvier 1941 - 15 avril 1941    | General der Infanterie | Sigismund von Förster   |
| 15 avril 1941 - 27 décembre 1941   | General der Infanterie | Maximilian Fretter-Pico |
| 1er janvier 1942 - ? juillet 1942  | Generalleutnant        | Ernst Rupp              |

### Officiers d'opérations (Ia)
| Date                       | Grade               | Commandant       |
| -------------------------- | ------------------- | ---------------- |
| Décembre 1940 - Avril 1942 | Oberstleutnant i.G. | Dietrich Beelitz |
| Avril 1942 - Juillet 1942  | Oberstleutnant i.G. | Arthur Weber     |

## Théâtres d'opérations
- Allemagne : Décembre 1940 - Juin 1941
- Front de l'Est, secteur sud : Juin 1941 - Juillet 1942

## Ordre de bataille
1941-1942
- Infanterie-Regiment 204
- Infanterie-Regiment 207
- Aufklärungs-Abteilung 97
- Artillerie-Regiment 81
- Pionier-Bataillon 97
- Panzerjäger-Abteilung 97
- Nachrichten-Abteilung 97
- Feldersatz-Bataillon 97
- Versorgungseinheiten 97